# Anja Bukovec
Anja Bukovec (16. června 1978, Lublaň) je slovinská houslistka.

## Studium a kariéra

### Vzdělání a studium
Základní znalostí hry na housle získala v rodné Lublani u rusko-slovinského houslisty prof. Vasilije Melnikova a poté pokračovala ve studiu na Pražské konzervatoři u prof. Jaroslava Foltýna. Od roku 1995 studovala na Hudební univerzitě v Kolíně nad Rýnem u prof. Igora Ozima, kde také promovala.
V roce 2006 pokračovala ve studiu houslové techniky na škole „Crescendo“ v Německu u prof. Gratchii Arutunjana a současně v postgraduálním studiu u prof. Vasilije Melnikova na Hudební akademii v Lublani. Získala vysoká ocenění na několika mezinárodních soutěžích pro mladé houslisty.

### Kariéra
Vystupuje jako sólistka a v komorních souborech ve Slovinsku, Chorvatsku, Srbsku, Rakousku, Německu, Itálii, Švýcarsku, Česku, Rumunsku, Austrálii a Číně a má několik sólových recitálů.
Jako sólistka několikrát vystupovala v doprovodu Slovinské filharmonie a RTV Slovinského symfonického orchestru, koncertovala také s Rijeckou filharmonií, orchestrem Antona Weberna ve Vídni, či Bělehradskou filharmonií. Spolupracovala s houslisty Georgem Pehlivanianem, Markem Letonjou, Urošem Lajovicem, či Antonem Nanutem a různými hudebníky a hudebními skupinami.